# 石原蓮
石原 蓮（いしはら れん、1999年9月28日 - ）は、滋賀県守山市出身のサッカー選手。

## 経歴
地元滋賀県のセゾンフットボールクラブに所属後、龍谷大平安に進学。
2018年、滋賀ユナイテッドMFCに入団。その後2019年からはオーストラリアに渡り、2022年には現地のグリフィス大学を卒業し現在もセミプロサッカー選手としてプレーしている。
2022年以降もベイサイドユナイテッド、セントジョージFCなどQLD内クラブで活躍。2022年度、2023年度は2度のクラブリーグ準優勝にも貢献した。
また英会話教室、サッカー教室の運営も行っている。